# Fränzi Mägert-Kohli
Franziska (Fränzi) Mägert-Kohli (geboren als Franziska Kohli, Thun, 31 mei 1982) is een Zwitserse snowboardster. Ze vertegenwoordigde haar vaderland op de Olympische Winterspelen 2010 in Vancouver.

## Carrière
Bij haar wereldbekerdebuut, in oktober 2002 in Sölden, scoorde Kohli direct haar eerste wereldbekerpunten. In februari 2004 stond ze in Maribor voor de eerste keer in haar carrière op het podium van een wereldbekerwedstrijd, haar eerste wereldbekerzege boekte ze in oktober 2006 in Sölden.
Mägert-Kohli nam vijf maal deel aan de wereldkampioenschappen snowboarden. In 2007 behaalde ze in Arosa de bronzen medaille op de parallelreuzenslalom. Twee jaar later veroverde ze in Gangwon de wereldtitel op de parallelslalom.
Tijdens de Olympische Winterspelen van 2010 in Vancouver eindigde Mägert-Kohli als achtentwintigste op de parallelreuzenslalom.

## Resultaten

### Olympische Winterspelen
| Jaar | Plaats    | Resultaten               |
| ---- | --------- | ------------------------ |
| 2010 | Vancouver | 28e Parallelreuzenslalom |

### Wereldkampioenschappen
| Jaar | Plaats      | Resultaten                                  |
| ---- | ----------- | ------------------------------------------- |
| 2003 | Kreischberg | DNF Parallelreuzenslalom                    |
| 2005 | Whistler    | 20e Parallelslalom 12e Parallelreuzenslalom |
| 2007 | Arosa       | 12e Parallelslalom · Parallelreuzenslalom   |
| 2009 | Gangwon     | Parallelslalom · 9e Parallelreuzenslalom    |
| 2011 | La Molina   | 7e Parallelslalom 5e Parallelreuzenslalom   |

### Wereldbeker

#### Eindklasseringen
| Seizoen   | Algm  | PAR    |
| --------- | ----- | ------ |
| 2002/2003 | –     | 50e    |
| 2003/2004 | –     | 29e    |
| 2004/2005 | –     | 4e     |
| 2005/2006 | 10e   | 4e     |
| 2006/2007 | Brons | Brons  |
| 2007/2008 | 18e   | 9e     |
| 2008/2009 | 28e   | 12e    |
| 2009/2010 | 5e    | Brons  |
| 2010/2011 | Brons | Zilver |
| 2011/2012 | –     | 7e     |

#### Wereldbekerzeges
| Datum            | Plaats       | Discipline           |
| ---------------- | ------------ | -------------------- |
| 21 oktober 2006  | Sölden       | Parallelreuzenslalom |
| 2 februari 2007  | Bardonecchia | Parallelreuzenslalom |
| 16 maart 2007    | Stoneham     | Parallelreuzenslalom |
| 15 december 2009 | Telluride    | Parallelreuzenslalom |
| 16 december 2010 | Telluride    | Parallelreuzenslalom |
| 27 maart 2011    | Arosa        | Parallelreuzenslalom |
| 13 oktober 2011  | Landgraaf    | Parallelslalom       |